# 加那利松
加那利松（學名：Pinus canariensis），是松屬下的一種喬木，原產於大西洋上的加那利群島，是島上最高的植物之一。作為一種亞熱帶松樹，加那利松雖然耐旱，但不耐寒，一般溫度低於6 °C（43 °F）便難以存活。其分佈範圍較廣，從海拔300米到數千米的山地都有其蹤跡。雖然不是瀕危物種，但由於大規模砍伐，較大的加那利松已經很少見了。

## 描述
加那利松是一種大型常綠喬木，高度可達30—40（98—131英尺），胸高直徑可達100—120（39—47英寸）。松針為黃綠色，長度為20—30（7.9—11.8英寸），邊緣有鋸齒，容易脫落。加那利松的一個明顯特征是在其樹幹底部會出現藍綠色的嫩枝，這一般是火燒的結果。因為這種樹耐火燒，所以發生森林大火之後也可以存活下來。其松果的長度為10—18（3.9—7.1英寸），寬約5（2.0英寸）。

## 外部連結
- University of Murcia: Tenerife Island, Canarias, Spain: Pinus canariensis（页面存档备份，存于）
- University of Murcia - World Plants: Pinus canariensis Images gallery[永久]
- University of California: Davis Pinus canariensis